# Neurachne tenuifolia
Neurachne tenuifolia är en gräsart som beskrevs av Stanley Thatcher Blake. Neurachne tenuifolia ingår i släktet Neurachne och familjen gräs. Inga underarter finns listade i Catalogue of Life.